# Ptyonocera atrifusella
Ptyonocera atrifusella är en fjärilsart som beskrevs av George Francis Hampson 1901. Ptyonocera atrifusella ingår i släktet Ptyonocera och familjen mott. Inga underarter finns listade i Catalogue of Life.